# Kalsor
Kalsor, finska: Kaltsaari, är en ö i Finland. Den ligger i Skärgårdshavet och i kommunen Nådendal i den ekonomiska regionen  Åbo ekonomiska region i landskapet Egentliga Finland, i den sydvästra delen av landet. Ön ligger omkring 35 kilometer sydväst om Åbo och omkring 180 kilometer väster om Helsingfors.
Öns area är 1,22 kvadratkilometer och dess största längd är 2 kilometer i öst-västlig riktning. Ön höjer sig omkring 40 meter över havsytan.